# Radim Sršeň
Radim Sršeň (* 1. května 1980 Zábřeh) je český politik a VŠ pedagog, v letech 2014 až 2021 místopředseda STAN, od roku 2010 starosta obce Dolní Studénky na Šumpersku a v letech 2016 až 2022 zastupitel Olomouckého kraje (navíc v letech 2020 až 2022 radní kraje). Od ledna 2014 je také prezidentem ELARD (Evropské asociace Leader pro rozvoj venkova) a od ledna 2022 pak náměstkem ministra pro místní rozvoj ČR

## Život
Po absolvování bilingválního česko-anglického Gymnázia Olomouc-Hejčín (1994 až 1999) vystudoval obor mezinárodní a evropská studia na Fakultě mezinárodních vztahů Vysoké školy ekonomické v Praze (1999 až 2004) a získal tak titul Ing. Vzdělání si pak ještě v letech 2005 až 2011 doplnil doktorským studiem mezinárodních politických vztahů na téže fakultě a získal titul Ph.D. V průběhu studia absolvoval semestrální stáž v Dánsku, jejíž součástí byla i stáž v institucích EU.
Od roku 1998 podniká jako majitel cestovní kanceláře Hornet Tour. V roce 2007 se stal na částečný úvazek manažerem MAS Šumperský venkov. Od roku 2009 se podílí na pedagogické a výzkumné činnosti Fakulty mezinárodních vztahů VŠE v Praze (mimo jiné spolupráce na projektech s institucemi EU, poslanci EP, OSN a Ministerstvem zahraničních věcí ČR).
V roce 2013 se stal 1. místopředsedou Sdružení místních samospráv ČR. Angažuje se také v Evropské asociaci pro rozvoj venkova (od roku 2013 jako viceprezident a od roku 2014 už jako prezident).
Radim Sršeň je ženatý.

## Politické působení
Do politiky se pokoušel vstoupit, když v komunálních volbách v roce 2006 kandidoval jako nestraník do Zastupitelstva obce Dolní Studénky na Šumpersku, ale neuspěl. Do zastupitelstva se tak dostal až v komunálních volbách v roce 2010 jako nestraník na kandidátce subjektu "Živá obec". V listopadu 2010 byl navíc zvolen starostou obce Dolní Studénky. Ve volbách v roce 2014 mandát zastupitele obhájil, když vedl kandidátku STAN. Vzhledem k tomu, že hnutí volby v obci vyhrálo (34,90 % hlasů a 6 mandátů), byl na začátku listopadu 2014 zvolen starostou i pro druhé funkční období.
Později se stal členem hnutí Starostové a nezávislí. Na konci března 2014 byl na VI. Republikovém sněmu v Průhonicích u Prahy zvolen místopředsedou STAN. Na IX. republikovém sněmu STAN v Praze obhájil dne 25. března 2017 post místopředsedy hnutí, hlas mu dalo 117 ze 148 delegátů (tj. 79 %). Stejně tak obhájil post řadového místopředsedy hnutí STAN i na X. republikovém sněmu v dubnu 2019. Dostal 127 hlasů od 152 delegátů. Post zastával do konce srpna 2021.
Ve volbách do Evropského parlamentu v roce 2014 kandidoval z pozice člena STAN na 6. místě kandidátky TOP 09 a STAN, ale neuspěl. V krajských volbách v roce 2016 vedl společnou kandidátku STAN a uskupení Pro Olomouc v Olomouckém kraji a stal se krajským zastupitelem.
Ve volbách do Poslanecké sněmovny PČR v roce 2017 byl lídrem hnutí STAN v Olomouckém kraji, ale neuspěl. V komunálních volbách v roce 2018 opět obhájil post zastupitele obce Dolní Studénky, když vedl kandidátku hnutí STAN. Na začátku listopadu 2018 byl již po třetí zvolen starostou obce Dolní Studénky.
Ve volbách do Evropského parlamentu v květnu 2019 kandidoval jako člen hnutí STAN na 4. místě kandidátky subjektu s názvem "Starostové (STAN) s regionálními partnery a TOP 09", ale nebyl zvolen. V krajských volbách v roce 2020 obhájil z pozice člena hnutí STAN na společné kandidátce hnutí STAN a Pirátů post zastupitele Olomouckého kraje. Na konci října 2020 se navíc stal radním kraje.
V lednu 2022 se stal politickým náměstkem ministra pro místní rozvoj ČR Ivana Bartoše. V únoru 2022 z důvodu kumulace funkcí rezignoval na posty zastupitele a radního Olomouckého kraje.
Ve volbách do Evropského parlamentu v červnu 2024 kandidoval jako člen hnutí STAN na 4. místě kandidátky koalice „Starostové a osobnosti pro Evropu“ (tj. STAN, SLK a nezávislí). Ve volbách získal 8 783 preferenčních hlasů a skončil jako třetí náhradník.
Ve volbách do Poslanecké sněmovny PČR v roce 2025 kandiduje na 5. místě kandidátky hnutí STAN v Olomouckém kraji.